# Bélaya Glina
Bélaya Glina (del ruso: Бе́лая Гли́на) es un selo, centro administrativo del raión de Bélaya Glina y del municipio homónimo del krai de Krasnodar, en Rusia. Está situada a orillas del río Rasipnaya  (poco antes de que este reciba las aguas del Mekleta), afluente del Bolshói Yegorlyk), que pertenece a la cuenca hidrográfica del Don a través del Manych, 184 km al nordeste de Krasnodar. Tenía una población de 17 320 habitantes en 2010

## Historia
La localidad fue fundada en 1820. El primer colono era un agricultor de la gubernia de Vorónezh de nombre Ryaboshapko. El selo debe su nombre a los depósitos de arcilla blanca (caolín).
En un primer momento fue incorporado a la gubernia de Stávropol. En 2 de julio de 1924 fue designado centro administrativo de un raión y en 1937, éste fue incorporado al krai de Krasnodar.

## Demografía
| 22 778     | 15 660 | 17 577 | 17 868 | 17 881 | 17 767 |
| (Fuente: ) |        |        |        |        |        |

## Cultura y lugares de interés
La localidad cuenta con un museo de historia local y del raión.

## Economía y transporte
Bélaya Glina es el centro de una zona agrícola con predominancia del cultivo de granos y la ganadería. Hay empresas de la industria alimentaria y del sector de la construcción. 
El pueblo se encuentra en el ferrocarril abierto en 1897 Volgogrado - Salsk  - Tijoretsk (nombre de la estación Beloglinskaya, kilómetro 466), como parte del sistema del ferrocarril del Cáucaso Norte.A través de la localidad pasa una carretera comarcal hacia Tijoretsk, por donde pasa la autopista M29.

## Personalidades
- Víktor Anpílov (n. 1945), político comunista y sindicalista.
- Anatoli Vasílievich Liapidevski (1908-1983), piloto soviético.